# 平世異菊虎
平世異菊虎（Lycocerus yangi）為菊虎科異菊虎屬下的一個種。

## 物種描述
本種長約 8.4 – 10.0 mm，體態修長，頭部呈寬扁狀，表面有細小顆粒。眼睛、頭部、觸角、翅鞘、前胸腹片、中及後體節腹面，以及足部皆為黑色。大顎和爪成紅棕色。前胸背板橘紅色，約成正方形，外緣略成弧狀。小楯片橘紅色。腹部深棕色。唇小顎鬚（labial palpomeres）末端成斧狀；觸角絲狀，延伸至鞘翅基部2/3處；足修長，爪式簡單。雌蟲與雄蟲在體色及點刻上與雄蟲類似，惟雌蟲體幅較寬，眼睛明顯小於雄蟲。雄蟲陽莖器陰莖基側突腹側突細長，且向背側微鉤。
本種形態上類似日本的擬蝥異菊虎種群，特別是該群的 L. shikokensis 及 L. miekoae 等物種。但其前胸背板前角較為圓鈍、觸角較長，且小楯片呈橘紅色。

## 分類學
依據形態，本種可被歸類在擬蝥異菊虎種群（Lycocerus oedemeroides species-group）中，該種群目前已知的所有成員皆產於日本，本種為臺灣地區已知唯一種擬蝥異菊虎種群成員。

## 發現過程
2014年底，臺大昆蟲系學生蕭昀在檢視來自臺灣中南部中高海拔山區的一批異菊虎標本時，發現一未知種類。蕭昀和日本倉敷自然史博物館的亞洲菊虎分類專家奧島雄一博士合作，經由外觀、生殖器結構形態比對後，判定為一世人未知的全新種類，命名為平世異菊虎。

## 命名語源
種小名以國立臺灣大學昆蟲學系楊平世教授姓氏命名。